# Grube Dorothea
Die Grube Dorothea (auch Grube Dorothee) lag westlich des Oberen Pfauenteiches im Osten von Clausthal-Zellerfeld und war die ertragreichste Grube des Burgstätter Gangzuges im 18. und frühen 19. Jahrhundert. Über 20.000 teils weltbekannte Besucher befuhren die Grube während ihrer Betriebszeit.

## Geschichte
1601 wurde die Grube gemutet und nach wenigen Betriebsjahren aufgelassen, da anfallende Grubenwasser nicht gelöst werden konnten. Es folgte eine zweite Betriebsphase von 1694 bis 1699 und schließlich der Beginn der dritten Betriebsphase im Jahr 1702. Die Grube profitierte in der Anfangszeit vor allem von der vom Berghauptmann Heinrich Albert von dem Bussche eingerichteten Bergbaukasse, die von Gewerken verlassene Gruben modernisierte und Prospektion finanzierte.
1707 kam es zum Fund reicher Erzmittel auf dem Niveau des 19-Lachter-Stollens. Bis 1708 hatte sich die gewerkschaftliche Grube in Zubuße befunden und kam nun schnell in Ausbeute.
Ab 1709 wurden weitere, in einer Teufe von 38 Lachtern (ca. 73 m) gefundene Erzmittel zunächst durch Abteufen eines tonnlägigen Schachts erreicht. Die Förderung erfolgte mit Haspel und Menschenkraft. Im selben Jahr erhielt die Grube ihre Ausbeutefahne, die unter anderem die heilige Dorothea abbildete. Außerdem trug sie von dem Bussches Familienwappen. Ihm war es letztendlich zu verdanken, dass die „goldenen Jahre“ des Oberharzer Bergbaus begannen.
Zwei Jahre später modernisierte man die Förderung, da diese nicht mehr mit Menschenkraft realisierbar war. Nun kamen Pferdegaipel zum Einsatz.
1715 kam die Grube Caroline in Ausbeute, die mit der Dorothea markscheidete. Außerdem markscheidete die Dorothea mit der Grube Bergmannstrost und mit den Gruben Gabe Gottes und Rosenbusch. Bereits 1718 trugen die Gruben Dorothea und Caroline 64 % der Gesamtausbeute des Einseitigen Harzes bei. Die Mächtigkeit des Burgstätter Hauptgangs betrug im Bereich der Dorothea bis zu 30 Lachter (58 m), in Tiefbauen 5 bis 8 Lachter (10 bis 15 m).
Im Jahr 1724 wurde das erste Kehrrad errichtet. Anfänglich bekam es Aufschlagwasser vom Jägersbleeker Teich und Mittleren Pfauenteich, was aber nicht ausreichend war. Immer wieder mussten zusätzlich Pferde bei der Förderung eingesetzt werden, die wesentlich teurer waren und auch bezahlt werden mussten, wenn sie gar nicht genutzt wurden. So wurde über Jahrzehnte das komplexe System aus Teichen weiter ausgebaut, die zusammen mit Wasser, welches über den Sperberhaier Damm (ab 1734) herangeführt wurde, und mithilfe des Polsterberger Hubhauses und der Huttaler Widerwaage ausreichend Aufschlagwasser zur Verfügung stellten.
1749 wurden wöchentlich 18 Treiben Erz gefördert, woraus knapp 20 Mark Silber gewonnen wurden. Der Erzabbau hatte in den Jahren davor bereits kontinuierlich abgenommen und war zu Beginn des Siebenjährigen Krieges auf einem Tiefpunkt angelangt. 1763 wurden die Kehrräder der Caroline und Dorothea (26 Fuß hoch) verlegt und vier Jahre später erhielt die Dorothea eine neue Wasserkunst. Diese hob die Grubenwasser auf die 100-Lachter-Strecke des Burgstätter Gangzuges, welche den Zweck hatte, die Grubenwasser gleichmäßig auf mehrere Gruben zu verteilen. Nach der Verlegung wurde das Dorotheer Kehrrad vom Abfallwasser des Caroliner Kunstrades und über vier Teiche versorgt. Das Dorotheer Kunstrad (28 Fuß hoch) erhielt das Aufschlagwasser über dieselben Teiche, Abfallwasser und den Sperberhaier Damm.
In der ersten Hälfte des 19. Jahrhunderts verfügte die Dorothea über einen 300 Lachter (576 m) tiefen Schacht, der bis auf das Niveau der Tiefen Wasserstrecke auf dem Hauptgang und von dort im Nebengestein abgeteuft war. In den ersten 100 Jahren ihres Betriebs hatte die Grube Dorothea mit 4.510.135 Reichstalern knapp 44 % der Gesamtausbeute aller Clausthaler Gruben beigesteuert; dies aber bei einem vergleichsweise kleinen Grubenfeld von 141 Lachtern Länge und 10 Lachtern Breite (271 × 19 m). Insgesamt wurden in dieser Betriebszeit ca. 838.723 Mark Silber (zu je 12 Reichstalern), 768.845 Zentner Blei (zu je 6 Reichstalern) und 2.385 Zentner Kupfer (zu je 25 Reichstalern) gewonnen. Dies entspricht einem Gesamtwert von knapp 14.737.370 Reichstalern.
In den 1860er-Jahren betrug die durchschnittliche jährliche Erzförderung 148.720 Zentner, daraus gewann man jährlich 2.548 Pfund Silber und 15.555 Zentner Blei. Inklusive Aufsehern arbeiteten 145 Bergleute in der Grube. Da zu der Zeit die Schächte der Dorothea und Caroline technisch veraltet waren und Holz gespart werden sollte, wurde das Abteufen eines neuen seigeren Richtschachtes im Nebengestein in Erwägung gezogen. Die beiden alten Schächte sollten anschließend verfüllt werden. Der „neue Wetterschacht“ sollte bis auf das Niveau des Tiefen-Georg-Stollens abgeteuft werden. Von dort sollte ein im Liegenden des Dorotheer Schachtes blinder, seigerer Schacht im Nebengestein bis zur 20. Strecke (195 Lachter) führen. Die Hauptbaue der Dorothea lagen zwischen der 16. und 30. Strecke in einer Teufe von 189 bis 278 Lachter (364 bis 535 m).
Nach Einstellung des Betriebes der Grube Caroline im Jahr 1866 und Fertigstellung des Königin-Marien-Schacht übernahm letzterer die Förderung der Dorotheer Erze. Die Grubenwasser hingegen wurden im Schacht der Grube Elisabeth auf den Ernst-August-Stollen gehoben. Die Einstellung des Betriebes der Grube Dorothea erfolgte in den 1880er-Jahren.

### Befahrungen
Im 18. und 19. Jahrhundert befuhren immer wieder berühmte Persönlichkeiten die Dorothea. Dazu zählten Andersen, Gmelin, Heine, Goethe, Nobel, Schopenhauer und Watt. Heinrich Heine beschrieb seine Eindrücke der Grube Dorothea in der „Harzreise“.

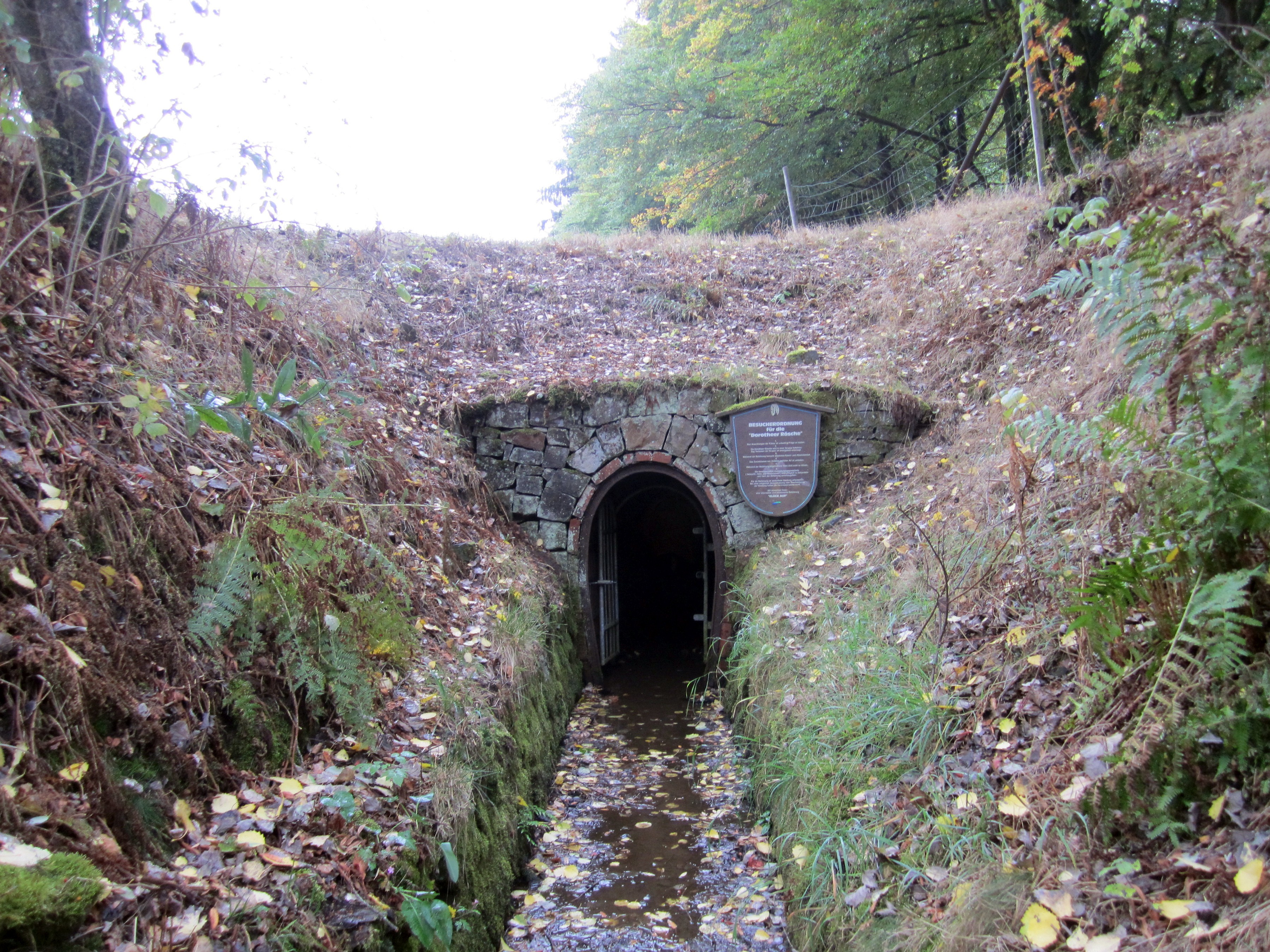
Mundloch der Dorotheer Rösche

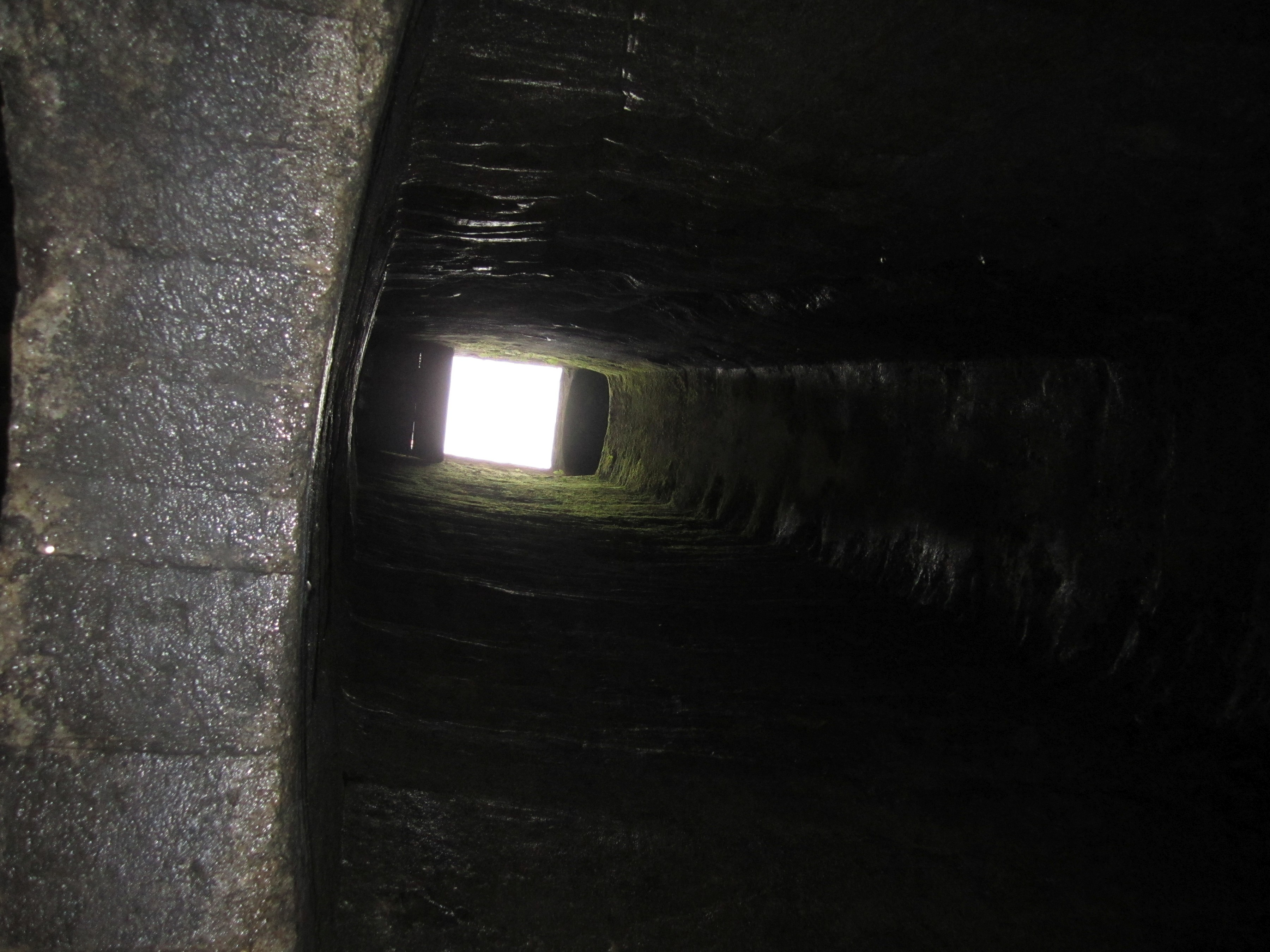
Blick aus dem Caroliner Wetterschacht

Heutzutage kann die wieder zugänglich gemachte Dorotheer Rösche (⊙) nach Voranmeldung im Oberharzer Bergwerksmuseum geführt befahren werden. Die Führung endet im Caroliner Wetterschacht (⊙), in dem etwa 20 m Fahrten bis zum Tag gestiegen werden müssen.

### Anbindung an Wasserlösungsstollen
Die Grube Dorothea ist an folgende Wasserlösungsstollen in der jeweiligen Teufe angebunden:
- 19-Lachter-Stollen (62 Lachter bzw. 119 m)[26]
- 13-Lachter-Stollen (78,5 Lachter bzw. 151 m)[26]
- Tiefer Georg-Stollen (148 Lachter bzw. 284 m)[27]
- Ernst-August-Stollen (212 Lachter bzw. 408 m)[21]

## Geförderte Erze

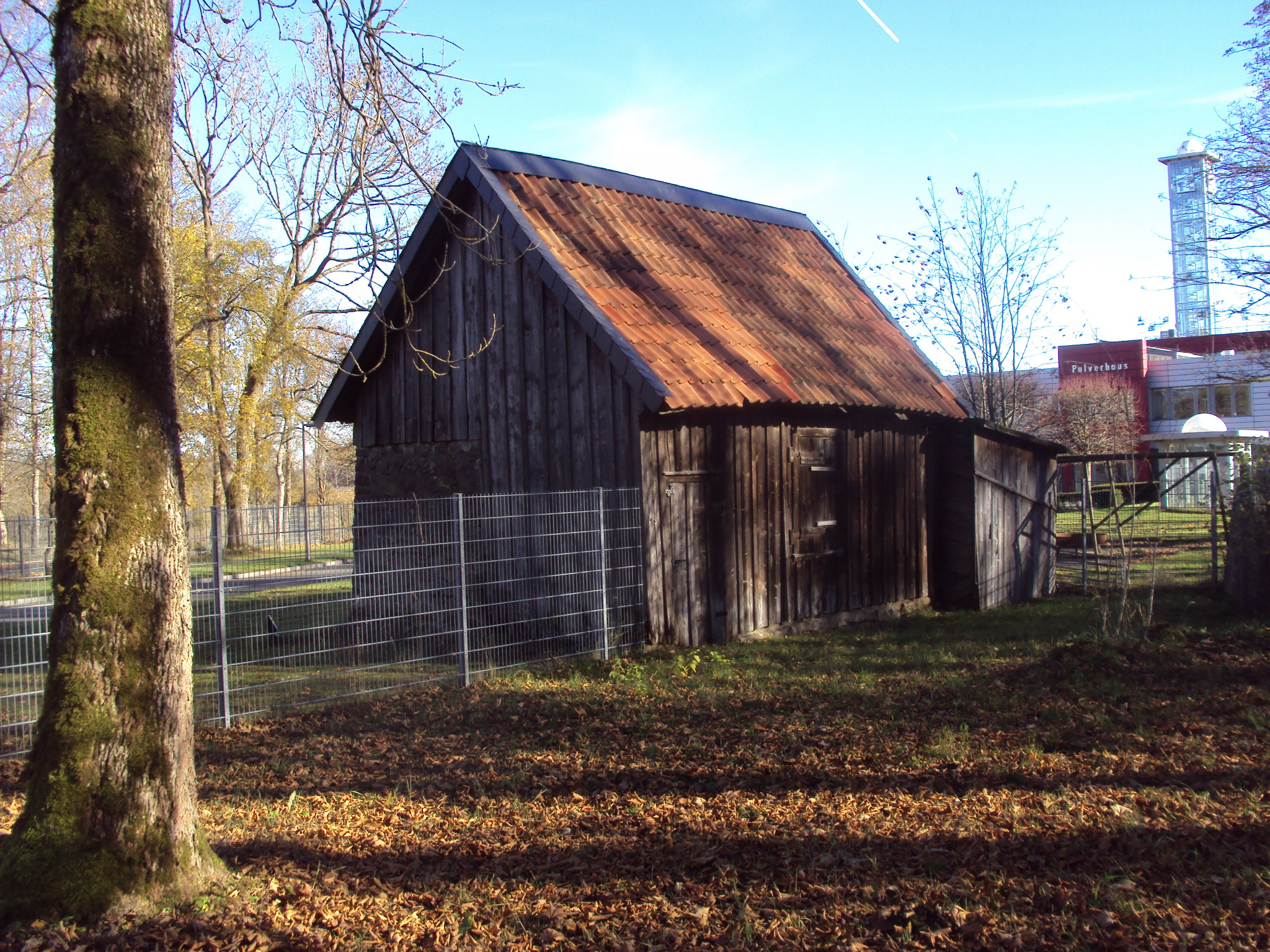
Pulverhaus der Gruben Dorothea und Caroline

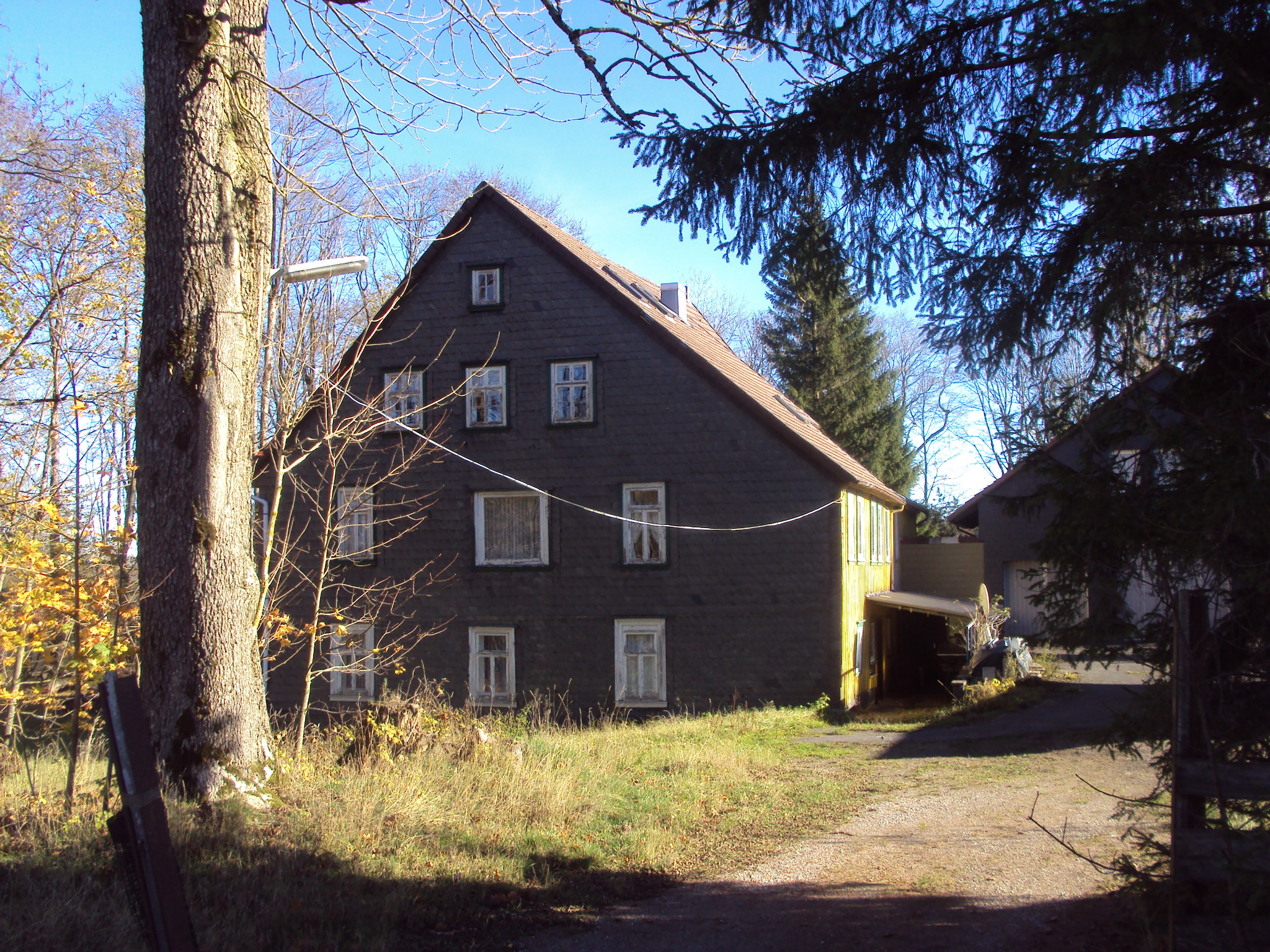
Das Dorotheer Zechenhaus war das Betriebsgebäude der Grube

In der Grube Dorothea erfolgte der Abbau von Zinkblende und Bleischweif. Weiterhin wurde Dunkles Fahlerz, Schwarzgültigerz und Quarz mit Kalkspat-Anteilen gefördert, vereinzelt auch Rothspießglanzerz.
Hinzu kamen Schwefelkies und Leberkies sowie Weißes Bleierz. Zwischen 100 und 144 Lachter Teufe (192 bis 277 m) wurde sehr häufig Bittersalz in Kristallform in Verbindung mit Tonschiefer gefunden.

### Aufbereitung
Die Aufbereitung der geförderten Erze erfolgte bis 1728 in Pochwerken im Innerstetal, ab 1728 in drei neuen Pochwerken im Polstertal. Die Aufbereitung erfolgte nur im Sommer, da man einem Verlust durch Eisbildung im Winter verhindern wollte.
1810 wurde zwischen der Grube und der Dorotheer Erzwäsche ein bis dahin im Harz einmaliger, englischer Schienenweg errichtet. Auf ihm fuhren selbstständig ungarische Hunde mit unbeweglichem Kasten, da das Gelände in Richtung der Erzwäsche abfallend war. Diese Hunde fassten 4 bis 6 Tonnen Erz.
1849 betrug der durchschnittliche Silbergehalt in der verschmolzenen Schliege ca. 3 Lot pro 60 Pfund Blei. Zu der Zeit wurde ein Treiben Erz von sechs Arbeitern aufbereitet, was wiederum 4 Reichstaler kostete.
Um 1860 erfolgte die Aufbereitung im 1., 2., 4. und 10. Clausthaler Thalspochwerk.